# オラーツィオ・ファルネーゼ
オラーツィオ・ファルネーゼ（Orazio Farnese, 1532年2月 - 1553年7月18日）は、パルマ公ピエール・ルイージ・ファルネーゼと妻ジェローラマ・オルシーニの四男、末息子。第3代カストロ公爵。

## 生涯
ヴァレンターノ城で生まれる。3人の兄のうち、アレッサンドロとラヌッチョは枢機卿となり、オッターヴィオは父からパルマ公位を継承した。1543年、12歳の時にフランス宮廷に送り込まれる。これは第五次イタリア戦争において、フランス側と皇帝側の両方との結びつきの均衡を図ろうとするファルネーゼ家の家権拡大政策の一環であった。
4年後の1547年6月、祖父の教皇パウルス3世とフランス王アンリ2世の特使との間で、教皇の孫オラーツィオとフランス王の庶出の娘ディアーヌ・ド・フランスとの婚姻契約が成立した。オラーツィオは家領のうちカストロ公領の相続権を認められ、2万5000エキュの年金をも約束された。同年9月父公爵が暗殺されると、パルマ公位を継いだ兄オッターヴィオに代わってカストロ公爵となり、また教皇庁のローマ市長官職を与えられた。
1549年パウルス3世が亡くなり、ファルネーゼ家のパルマ領有権が不安定になった関係で、オラーツィオも1551年市長官職と公爵領を失う事態となる。カストロは差し押さえられ、教皇庁の軍隊が駐屯・占領した。1552年、新教皇ユリウス3世とファルネーゼ家との講和条約締結に伴い、オラーツィオはカストロ公に復帰した。
オラーツィオとディアーヌの婚礼は1553年2月14日 にパリで行われ、花嫁の父アンリ2世の費用負担で豪華に祝われた。同年夏、第六次イタリア戦争の最中、オラーツィオはフランス・ネーデルラント国境地帯アルトワ地方のエダンの籠城軍に配備され、皇帝カール5世の同盟者サヴォイア公エマヌエーレ・フィリベルトの包囲攻撃からこの町を守る任務に就いていた。1553年7月18日、オラーツィオは戦闘中にアルケブス銃の弾丸が当たり絶命した。21歳だった。
妻は懐妊しておらず、跡継ぎが無いため、カストロ公領は兄オッターヴィオの所領に戻された。

## 引用
1. ↑  Helge Gamrath, Farnese: Pomp, Power and Politics in Renaissance Italy, (L'Erma di Bretschneider, 2007), 70.
2. ↑   Kenneth Meyer Setton, The Papacy and the Levant, 1204-1571, Vol. IV, (The American Philosophical Society, 1984), 596, note119.